# Papageno-effekt

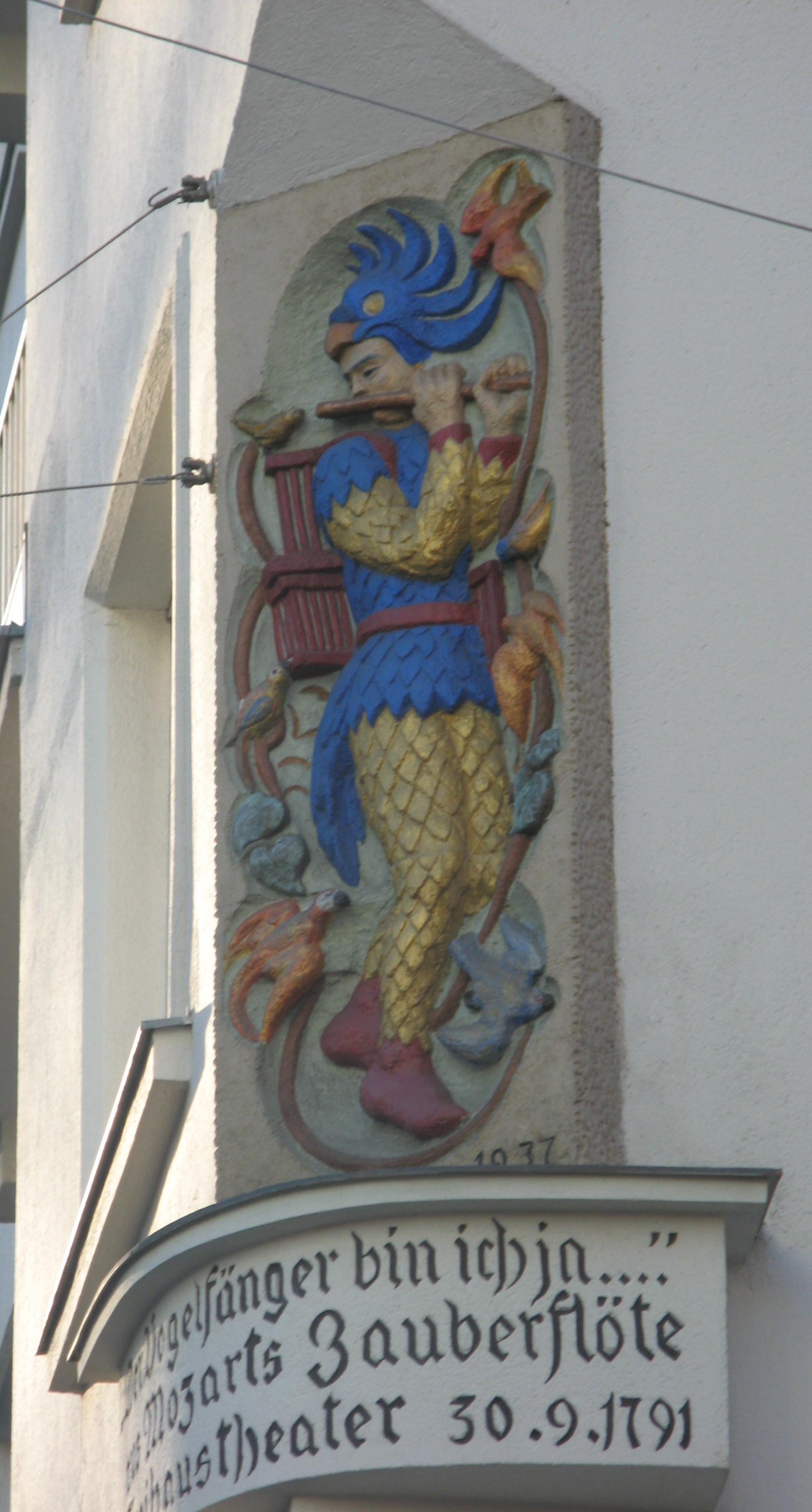
Papageno spelar på sin panflöjt

Papageno-effekten uppstår när rapporter och reportage av självmord, i massmedier eller i andra sammanhang, också tar med livshanteringsstrategier så att personer som planerar självmord istället söker hjälp. Det vill säga Papageno-effekten är en suicidpreventiv effekt. Den kan också initieras av berättelser om sorg och saknad från släkt och vänner efter en person som tagit sitt liv.
Den har fått sitt namn från rollfiguren Papageno i Mozarts opera Trollflöjten, och en scen där han hindras ta sitt liv. Motsatt effekt kallas Werther-effekten, speciellt när en kändis självmord inspirerar andra personer till det, och det finns riktlinjer för massmedia att samtidigt med sådana rapporter ge uppgifter till stödlinjer och liknande.

## Trollflöjten
Ur den berörda scenen: Vi ser Papageno i en höstskog. Det snöar. Papageno springer omkring och ropar efter sin älskade Papagena. Han blåser tre gånger i sin panflöjt. Inget svar. Han beslutar sig för att hänga sig i ett träd. Han plockar fram ett rep och ska just kasta upp det i trädet, då tre gossar dyker upp i en ballong. De kastar snöbollar på honom och uppmanar honom att låta bli att ta livet av sig, eftersom "ditt enda liv går åt ifall du dör". De är skämtsamma och häcklande, men de påminner honom om hans klockspel, som "är ett oemotståndligt lockspel". Papageno skiner upp och börjar spela. Han ropar efter sin Papagena. Gossarna uppmanar honom att vända sig om. Där står Papagena. Genast förvandlas hösten till vår. Snön försvinner och Papageno och Papagena omfamnar varandra och sliter av varandra ytterkläderna. De sjunger om hur lyckliga de ska bli och hur många ungar de ska få: "Först en liten Pa-pa-pa-papagena, sen en liten Pa-pa-papageno." De kysser varandra, 

## WHO:s riktlinjer för medias rapportering om självmord
WHO har tagit fram tydliga riktlinjer för hur media ska rapportera om självmord; WHO:s konkreta råd för professionella inom media:
- Ta tillfället i akt att informera allmänheten om självmord
- Undvik sensationsspråk eller språk som normaliserar självmord eller presenterar det som en lösning på problem
- Undvik framträdande placering och undvik upprepning av berättelser om självmord
- Undvik att beskriva metoden som användes för ett fullbordat självmord eller för självmordsförsök
- Undvik att använda detaljerad information om platsen där självmordet eller självmordsförsöket genomfördes
- Försiktighet bör iakttas vid rubriksättning
- Använd foton och videobilder varsamt
- Var speciellt noggrann vid rapportering kring kända personers självmord
- Visa varsam respekt för de efterlevande och andra berörda
- Ge information om var hjälp finns
- Var uppmärksam på att även mediefolk själva kan vara direkt eller indirekt berörda och därmed mer eller mindre sårbara och påverkade av berättelser om självmord